# Fuchshofen
Fuchshofen ist eine Ortsgemeinde im Landkreis Ahrweiler in Rheinland-Pfalz. Sie gehört der Verbandsgemeinde Adenau an.

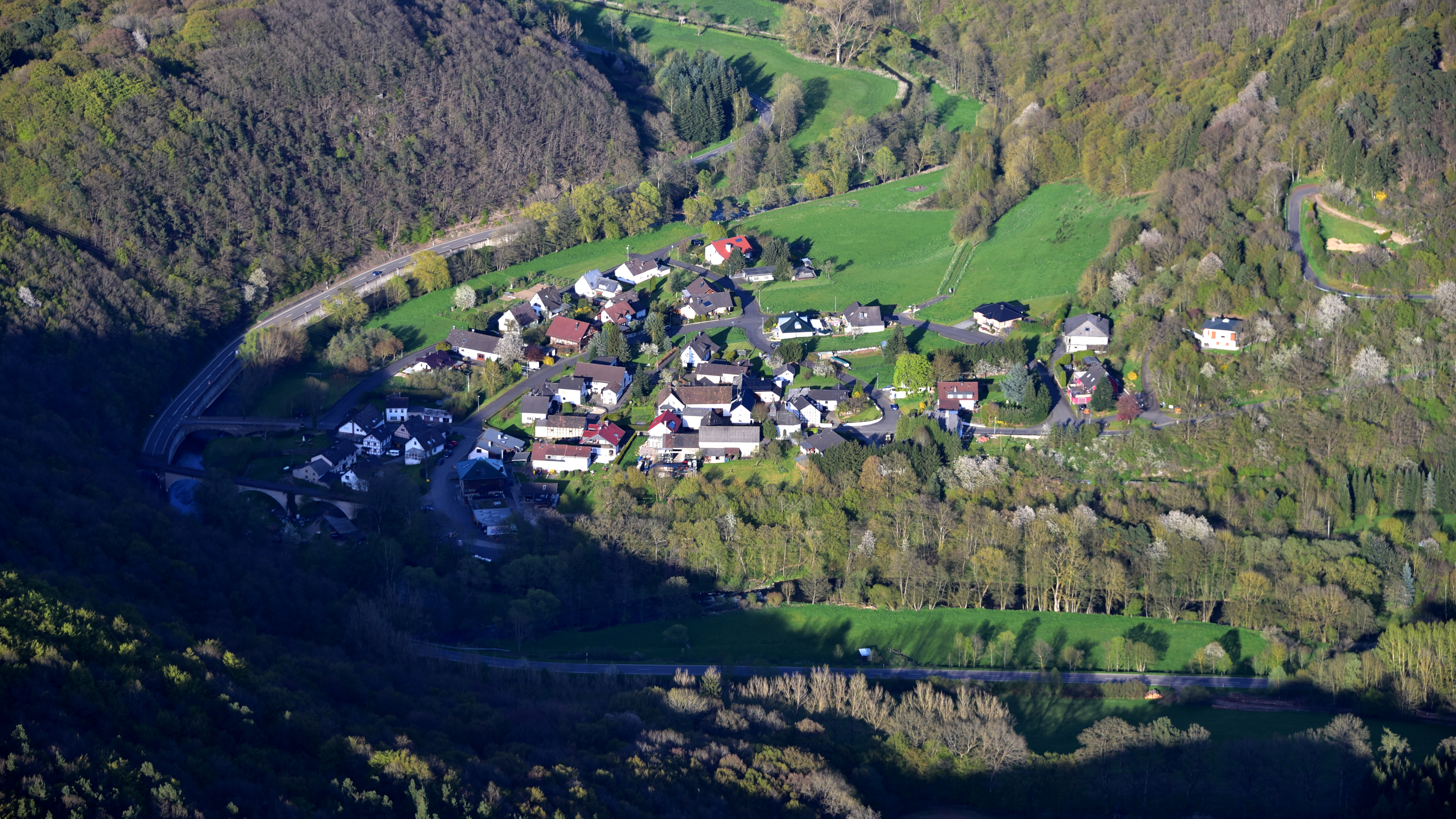
Fuchshofen, Luftaufnahme (2016)

## Geographie
Fuchshofen liegt acht Kilometer nordwestlich der Stadt Adenau auf der rechten Seite der Ahr. Die Ortschaft erstreckt sich auf einem von Süden nach Norden steil abfallenden Gelände und umfasst dabei Höhenlagen zwischen 265 m ü. NHN und 310 m ü. NHN. Unmittelbar nordöstlich erhebt sich oberhalb des Ahrtals der Schellenberg (325 m ü. NHN), südöstlich der Bergrücken des Eulenkopf (467 m ü. NHN). Das Gemeindegebiet lässt sich naturräumlich dem Dümpelfelder Ahrtal zuordnen.

## Geschichte
Früher bildete die heutigen Nachbargemeinde Reifferscheid mit Fuchshofen eine eigene Gemeinde, die bis 1794 zum kurkölnischen Amt Nürburg gehörte. Der Zeitpunkt der ersten Besiedelungen von Fuchshofen ist unbekannt, es wird aber von der römischen oder fränkischen Zeit ausgegangen. Urkundlich belegt werden konnte der Ort erst 1768, als der Reifferscheider Müller Johann Michael die Regierung in einem Brief die Erlaubnis ersuchte, in Fuchshofen eine Mahl- und Ölmühle zu errichten. Aus dem Brief geht hervor, dass die „Voishof“ genannte Ortschaft aus sieben Häusern besteht und keine Mahlmühle habe, weshalb die Genehmigung zum Bau einer solchen umgehend erteilt wurde.
Die Zugehörigkeit zu Reifferscheiden versuchten die Fuchshofener Bürger Anfang des 19. Jahrhunderts zu beenden, als sie in einem Antrag die Loslösung von Reifferscheid und die Bildung einer eigenen Gemeinde forderten. Bei der Anhörung von Deputierten beider Orte 1839 vor der Bezirksregierung in Koblenz wurde jedoch keine Einigung erreicht. Schließlich kam es erst nach 1862 zur Erhebung Fuchshofens zur eigenen Gemeinde, nachdem der Streit über die Besitztümer, Ländereien und Waldungen geschlichtet worden war.
1909 wurde die Bahnstrecke Dümpelfeld–Lissendorf gebaut, wobei auch Fuchshofen beteiligt war und auf Gebiet der Gemeinde ein Tunnel gebaut wurde. Beim Hochwasser im Jahre 1910 starben zahlreiche Bahnarbeiter. Die Fuchshofener Brücke stürzte teilweise ein, als eine Kantine an dieser zerschellte.
Während des Zweiten Weltkrieges wurden im Fuchshofener Tunnel der Bahnstrecke V1- und V2-Raketen deponiert und später von Tondorf, Rohr und Lommersdorf abgeschossen. Aufgrund der im Krieg strategisch wichtigen Lage Fuchshofens wurden 80 % der Häuser des Ortes zerstört.
Bevölkerungsentwicklung
Die Entwicklung der Einwohnerzahl von Fuchshofen, die Werte bis 1987 beruhen auf Volkszählungen:
| Jahr | Einwohner |
| ---- | --------- |
| 1939 | 72        |
| 1950 | 84        |
| 1961 | 105       |
| 1970 | 114       |
| 1987 | 107       |

| Jahr | Einwohner |
| ---- | --------- |
| 1997 | 109       |
| 2005 | 102       |
| 2011 | 90        |
| 2017 | 91        |
| 2022 | 97        |

## Politik

### Bürgermeister
Robert Schmidt wurde 2024 Ortsbürgermeister von Fuchshofen.
Sein Vorgänger war Albert Dresen seit 2022.
Dresens Vorgänger Bernd Schmitz hatte das Amt am 8. Juli 2019 übernommen. Da bei der Direktwahl am 26. Mai 2019 kein Bewerber angetreten war, oblag die anstehende Neuwahl des Bürgermeisters gemäß Gemeindeordnung dem Rat, der sich für Schmitz entschied. Er schied allerdings 2021 vorzeitig aus, was die Neuwahl erforderlich machte. Der Vorgänger von Schmitz als Ortsbürgermeister war von 1999 bis 2019 Wolfgang Heinisch.

## Sehenswürdigkeiten

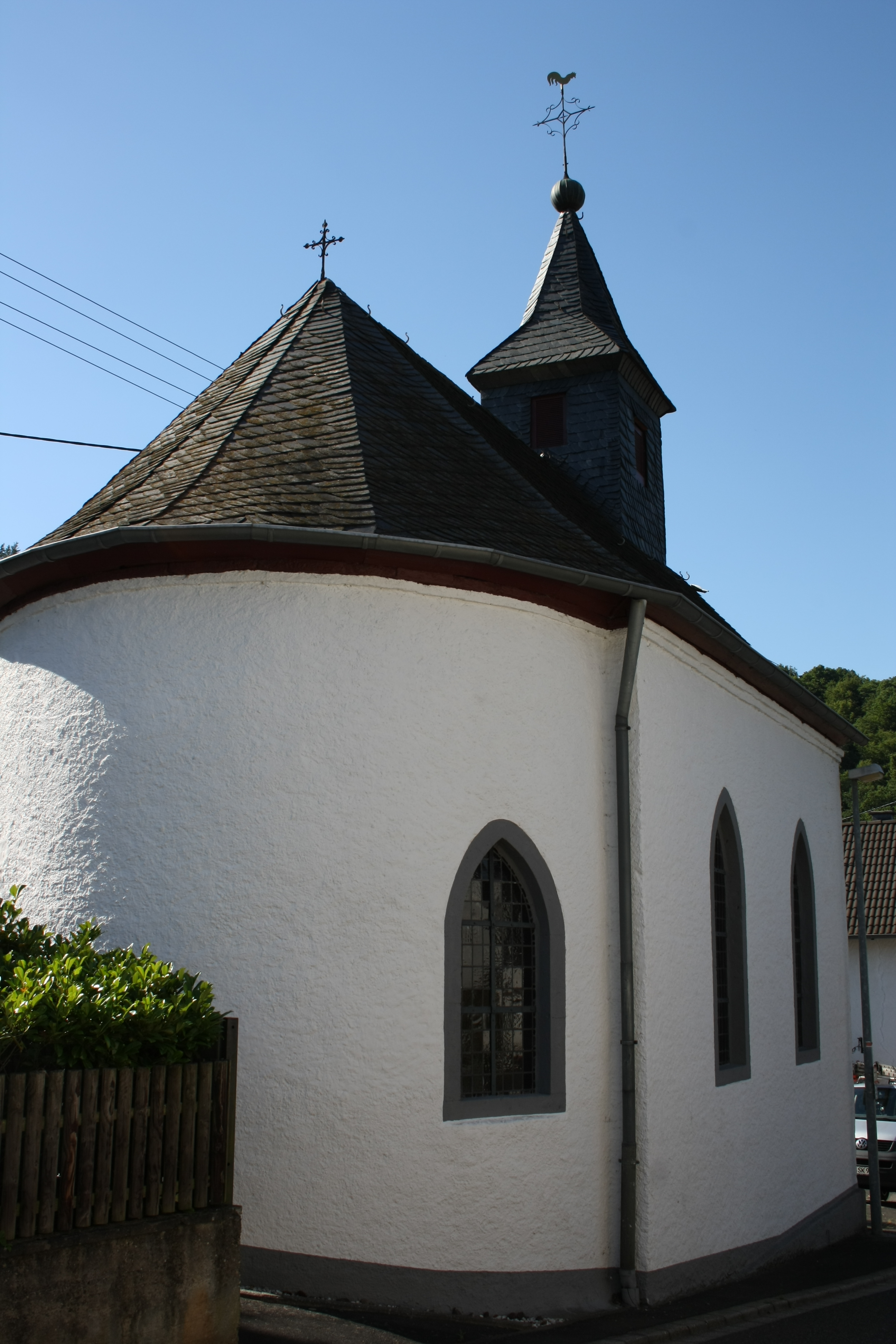
St. Josef in Fuchshofen

Im 18. Jahrhundert sahen Stiftungen die Einrichtung einer Kapelle vor; das Geld wurde aber zunächst für den Unterhalt eines Winterlehrers verwendet. Schließlich kam es 1874 zur Errichtung der Filialkirche St. Josef.